# Секвенування ракового геному
Секвенування ракового геному — це визначення послідовності нуклеотидів цілого геному або екзому однієї або групи злоякісно перероджених клітин. Більшість злоякісних пухлин людини виникають внаслідок серії від двох до восьми послідовних соматичних мутацій, що розвиваються впродовж 20—30 років, окрім цих «рушійних» змін кожна ракова клітина містить ще в середньому кілька десятків «баластних» мутацій. Ці зміни можна виявити для кожного пацієнта за допомогою секвенування геному ракових клітин. Отримані дані використовуються для підбору молекуляно-спрямованої терапії, визначення оптимальних доз і поєднань препаратів, а також для розробки нових специфічних ліків. Секвенування ракових геномів є невід'ємною складовою персоналізованої медицини для онкохворих. Також ці результати важливі для фундаментальних досліджень, зокрема відкриття рушійних мутацій, виявлення «підписів» соматичних мутацій і характеризації клональної еволюції ракових клітин.
Вперше раковий геном був секвенований 2008 року із застосування секвенування другого покоління, за наступні 4 роки були отримані повні нуклеотидні послідовності близько 800 геномів злоякісних пухлин принаймні 25 різних типів.